# Pink Elephant (альбом Arcade Fire)
| Совокупная оценка   | Совокупная оценка |
| Источник            | Оценка            |
| ------------------- | ----------------- |
| Metacritic          | 55/100            |
| Оценки критиков     |                   |
| Источник            | Оценка            |
| AllMusic            | [ 3 ]             |
| Rolling Stone       | [ 4 ]             |
| The Daily Telegraph | [ 5 ]             |
| Slant Magazine      | [ 6 ]             |
| Sputnikmusic        | [ 7 ]             |
| MusicOMH            | [ 8 ]             |
| Pitchfork           | 5.5/10            |

Pink Elephant (с англ. — «Розовый слон») — седьмой студийный альбом канадской рок-группы Arcade Fire, изданный 9 мая 2025 года лейблом Columbia Records.
Участники группы Уин Батлер и Реджин Шассан анонсировали альбом 7 апреля. Группа представила новый материал в мобильном приложении Circle of Trust, а альбому предшествовали синглы «Year of the Snake» и «Pink Elephant».
Альбом получил смешанные отзывы критиков. В коммерческом плане он также не имел успеха, даже не попав в чарт Billboard 200 в США.

## История
13 марта 2025 года Arcade Fire дебютировали с несколькими новыми песнями на фестивале Willie Nelson’s Luck Reunion в Техасе в качестве неожиданного гостя. В апреле группа начала превью фрагментов нового материала в новом мобильном приложении фан-клуба под названием Circle of Trust. 5 апреля Arcade Fire выпустили клип на песню «Cars and Telephones», которая была переработана из демо 2001 года, предшествовавшего созданию группы. Песня не вошла в окончательный трек-лист «Розового слона».
Лид-сингл альбома «Year of the Snake», названный в честь года китайского зодиака, под который попадает 2025 год, был выпущен 8 апреля. Второй сингл, «Pink Elephant», был выпущен 25 апреля.
14 апреля группа объявила о коротком североамериканском турне, которое началось 22 апреля в Мехико и закончилось 5 мая в Филадельфии.
10 мая группа стала музыкальным гостем шоу Saturday Night Live, исполнив «Year of the Snake» и «Pink Elephant».

## Отзывы
Pink Elephant получил смешанные отзывы от музыкальных критиков. На сайте Metacritic он получил средневзвешенный балл 55 из 100 на основе 12 рецензий, что означает «смешанные или средние отзывы».
Многие рецензенты отметили значение Pink Elephant как первого альбома после обвинений Батлера в сексуальных проступках в 2022 году, которые он категорически отрицал. Уилл Дьюкс из Rolling Stone назвал альбом «катарсическим манифестом в миниатюре» и счел его «сладким, манящим и непосредственным». Льюи Паркинсон-Джонс из Slant Magazine был менее позитивен в своей рецензии, критикуя тексты как «проблематичные» и «удивительно глухие», и считая Pink Elephant менее содержательным, чем предыдущие релизы группы. Напротив, Нил МакКормик из The Daily Telegraph дал альбому 4/5 звезд, написав: «[Pink Elephant] почти слишком личный, как будто слушаешь проповедника, вымаливающего прощение у своей паствы. И все же мощь Arcade Fire в полной мере должна быть достаточной, чтобы вернуть веру в рок-н-ролл любому грешнику».

## Коммерческий успех
Pink Elephant стал первым альбомом группы, которому это удалось попасть в чарт  Billboard 200 в США. До этого альбомом группы с самой низкой позицией в чарте был Funeral, который достиг лишь 123 места после выхода в 2004 году. Pink Elephant дебютировал на 10-м месте в чарте Top Album Sales с продажами 6200 копий целого альбома, на 49-м месте в чарте Top Rock & Alternative Albums и на 12-м месте в чарте Vinyl Albums.

## Список композиций
| №                   | Название                        | Длительность |
| ------------------- | ------------------------------- | ------------ |
| 1.                  | «Open Your Heart or Die Trying» | 3:12         |
| 2.                  | «Pink Elephant»                 | 4:44         |
| 3.                  | «Year of the Snake»             | 5:10         |
| 4.                  | «Circle of Trust»               | 6:05         |
| 5.                  | «Alien Nation»                  | 3:24         |
| 6.                  | «Beyond Salvation»              | 1:20         |
| 7.                  | «Ride or Die»                   | 4:08         |
| 8.                  | «I Love Her Shadow»             | 5:29         |
| 9.                  | «She Cries Diamond Rain»        | 1:21         |
| 10.                 | «Stuck in My Head»              | 7:23         |
| Общая длительность: | Общая длительность:             | 42:16        |

## Чарты
| Чарт (2025)                                     | Высшая позиция |
| ----------------------------------------------- | -------------- |
| Австрия (Ö3 Austria)                            | 8              |
| Бельгия/Фландрия (Ultratop)                     | 3              |
| Бельгия/Валлония (Ultratop)                     | 8              |
| Канада (Canadian Albums Chart)                  | 60             |
| Нидерланды (Album Top 100)                      | 26             |
| Франция (SNEP)                                  | 37             |
| Франция (Rock & Metal Albums, SNEP)             | 5              |
| Германия (Offizielle Top 100)                   | 11             |
| Ирландия (Irish Albums Chart)                   | 45             |
| Италия (FIMI)                                   | 45             |
| Шотландия (Scottish Albums Chart)               | 4              |
| Швейцария (Schweizer Hitparade)                 | 4              |
| Великобритания (UK Albums Chart)                | 18             |
| США (Top Rock & Alternative Albums, (Billboard) | 49             |